# Arfvedsoniet

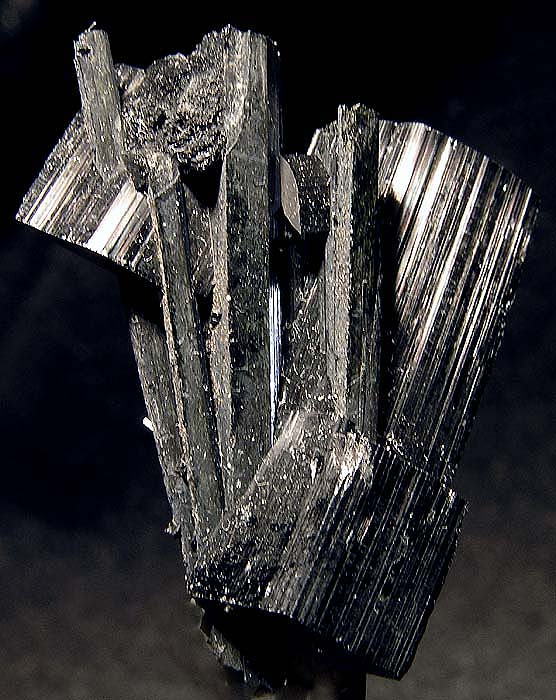

Het mineraal arfvedsoniet (ook: arfwedsoniet) is een natrium-ijzer-magnesium-silicaat met de chemische formule Na3(Fe, Mg)4FeSi8O22(OH)2. Het inosilicaat behoort tot de amfibolen.

## Eigenschappen
Het zwarte, grijsgroene of blauwgrijze arfvedsoniet heeft een glasglans en een blauwgrijze streep. De gemiddelde dichtheid is 3,44 en de hardheid is 5,5 tot 6. Het mineraal is niet radioactief.

## Naam
Arfvedsoniet is genoemd naar de Zweedse scheikundige Johan August Arfwedson (1792 - 1841).

## Voorkomen
Arfvedsoniet is vrij zeldzaam en komt voor in magmatische intrusies.
Het komt onder andere voor in Mont Saint-Hilaire in Quebec (Canada), de Ilimaussaqintrusie in het zuiden van Groenland en in pegmatieten van het Kolaschiereiland, Rusland. De typelocatie voor het mineraal is Boulder, Colorado, VS.